# Creu de terme del camí de la Bovera
La Creu de terme del camí de la Bovera, o Creu de Verdú, és una obra de Guimerà (Urgell) inclosa a l'Inventari del Patrimoni Arquitectònic de Catalunya.

## Descripció
És una creu de terme de pedra, dita creu de Verdú, situada en l'entrecreuament del camí de Guimerà cap a la Bovera, en una cruïlla de quatre camins entre el camí que porta a Verdú i Tàrrega, a l'Ametlla i directament cap al santuari de la Bovera. L'element és format per un basament quadrangular sobre el terreny, amb una doble peanya decreixent, la base, el fust i la creu. El basament consta de dos amples esglaonaments amb carreus de secció quadrada. A damunt hi ha la base de la columna, també quadrangular, entregant a la secció del fust. El fust és vuitavat, monolític i ben llis. Culminant el conjunt, exempt de capitell, hi ha una creu de pedra llatina senzilla i de nova factura, sense elements escultòrics que substitueix la creu original que va ser robada vers el 2013.
A 1,1 km a l'est de la creu, hi ha una creu gairebé idèntica a la de Verdú, anomenada creu de Benet Ramon, també en una cruïlla, on es creuen els camins de Guimerà, Verdú, l'Ametlla i Plans de la Bovera. Fou objecte de robatori, i reposada amb una creu del mateix estil.

## Història
La creu senyalitza la direcció del camí que s'ha d'agafar per anar al santuari de la Bovera, el qual s'aprecia clarament a ponent. Altrament, el camí de Guimerà cap al santuari de la Bovera es troba senyalitzat a través de diferents creus de terme o de pedró com pas de pelegrinatge al santuari per tal de fer una parada per a resar.
Pel que fa als elements robats, el capitell era octogonal d'angles escairats on s'inserien alts relleus de figures dempeus molt degradats i quasi inidentificables per causa de l'erosió. La creu era de tipologia llatina amb la crucifixió central.